# Coleman (Floryda)
Coleman – miasto w Stanach Zjednoczonych, w stanie Floryda, w hrabstwie Sumter.